# Agatha Harkness
Agatha Harkness é uma personagem fictícia que aparece nas histórias em quadrinhos norte-americanas publicadas pela Marvel Comics. Ela é uma bruxa poderosa, tipicamente retratada como uma heroína sinistra e professora de Wanda Maximoff, bem como a mãe de Nicholas Scratch. Agatha é uma das bruxas originais do julgamento das bruxas de Salém que se tornou uma figura significativa no universo da Marvel, protegendo Franklin Richards como sua babá e, posteriormente, sendo mentora de Wanda no uso de magia. Em um certo ponto, ela tinha um espírito familiar chamado Ébano, uma criatura parecida com um gato que podia sentir a presença de seres místicos.
Kathryn Hahn interpretou Agatha Harkness nas minisséries WandaVision (2021) e Agatha All Along (2024), do Universo Cinematográfico Marvel.

## Biografia ficcional
Agatha Harkness foi apresentada pela primeira vez como governanta de Franklin Richards. Ela facilmente se defendeu dos Quatro Terríveis quando eles vieram sequestrar Richards, e admitiu ao Quarteto Fantástico que ela é uma bruxa.  Ela então ajudou o Quarteto Fantástico na batalha contra o Aniquilador.
Através das ações de seu filho Nicholas Scratch, ela foi revelada como um membro da anteriormente desconhecida Nova Salem, Colorado, uma colônia de bruxas da qual ela havia sido a líder.  Scratch havia assumido o controle da cidade e persuadido seus habitantes de que Agatha traiu os segredos da comunidade trabalhando para o Quarteto Fantástico.  Ela foi sequestrada e levada de volta para a comunidade com Franklin para ser julgada.  O Quarteto Fantástico se seguiu e entrou em conflito com os Sete de Salem, os netos de Agatha, filhos de Scratch. O Quarteto Fantástico os derrotou e libertou Agatha.  No processo, o mal de Scratch foi revelado à comunidade de Nova Salem e ele foi banido para outra dimensão.   Agatha se tornou a tutora mágica da Feiticeira Escarlate no uso de bruxaria.
Os sete de Salem e Scratch voltam, e Agatha frustrou sua tentativa de conquistar o mundo. Eventualmente, os Sete de Salem assumiram o controle da comunidade de Nova Salém novamente.  Eles capturaram Agatha e a mataram queimando-a na fogueira, embora Agatha logo tenha feito sua presença conhecida para Wanda no que parecia ser uma forma astral pós-morte.  Em uma batalha que se seguiu entre a Feiticeira Escarlate e os Sete de Salem, todas as energias da comunidade foram atraídas para a Vertigem dos Sete, que perdeu o controle sobre eles.  Wanda conseguiu capturar parte da energia e canalizá-la para longe, mas a cidade inteira foi dizimada.  Seguindo dicas da forma astral de Agatha, Wanda canalizou a energia restante para engravidar de filhos gêmeos de Visão, seu marido andróide.
Mais tarde, Agatha ressurgiu, novamente viva e bem, quando os filhos pequenos de Wanda começaram a exibir um comportamento estranho (desaparecendo por breves períodos de tempo) e Wanda tornou-se instável após o desmantelamento de seu marido;  Agatha não deu nenhuma explicação para seu retorno.  Depois que Mephisto alegou que os filhos da Feiticeira Escarlate eram na verdade fragmentos de sua própria alma e os reabsorve, Agatha limpou brevemente a memória de Wanda de seus filhos em uma tentativa de ajudá-la a lidar com o trauma.  Agatha mais tarde restaurou essas memórias logo depois, quando Wanda se tornou um peão em uma trama complexa de Immortus.  Agatha ajudou os Vingadores em sua batalha contra Immortus.
Em uma sequência durante o enredo Vingadores: A Queda, Wanda, novamente sem se lembrar de seus filhos, confrontou Agatha com raiva sobre a existência deles. No final dessa edição (ocorrida algum tempo após o confronto de Wanda e Agatha), Nick Fury de S.H.I.E.L.D.  encontrou o que parecia ser o cadáver de Agatha em sua casa e concluiu que Agatha já estava morta há muito tempo.  Algum tempo depois, uma Wanda parcialmente amnésica diz a Clint Barton que ela está sob os cuidados de sua "tia Agatha" em um pequeno apartamento.  No entanto, esta versão de Wanda foi posteriormente revelada como um Doombot que substituiu a Wanda real em certo momento.
Agatha, desde então, tornou sua presença conhecida como um fantasma na Nova e Diferente Marvel.  Ela aparece para Wanda e confirma sua morte nas mãos de seu protegido. Ela também serve simultaneamente como narradora onisciente de Visão, tendo induzido visões precognitivas por meio de um ritual misterioso envolvendo o assassinato de Ébano em algum ponto indeterminado antes de sua morte. Agatha luta ao lado de Wanda e do espírito de sua mãe biológica Natalya Maximoff contra uma manifestação física do Caos que tenta destruir a bruxaria.  Os dois espíritos canalizam sua magia através de Wanda e, após a convocação de Mercúrio, eles conseguem derrotar o ser de uma vez por todas, embora isso tenha ferido gravemente a Ordem, a Deusa da Bruxaria.  Natalya se sacrifica para restaurar a Ordem e, ao fazer isso, também devolve Agatha à vida.  Apesar de notar que os caminhos dela e de Wanda estão interligados, Agatha opta por ter algum tempo para si mesma para desfrutar de estar viva novamente.
Agatha Harkness mais tarde aparece como um membro das Filhas da Liberdade, onde ela ensinou magia a seus membros. No momento em que o Capitão América descobriu que Dríade é uma Peggy Carter revivida, Agatha se teletransportou para informá-lo que as ameaças que as Filhas da Liberdade têm enfrentado estão relacionadas com a irmã de Aleksander Lukin, Alexa. Agatha mais tarde informou ao mais recente recruta das Filhas da Liberdade, Shuri, sobre a situação envolvendo Selene com a alma de Sharon Carter. Ela então começou a se transportar, a aparência do Patriota de Ferro de Sharon e Shuri para onde Selene está localizada.

## Poderes e habilidades
Harkness obtém seus poderes da manipulação das forças da magia.  Ela tem a habilidade de manipular forças mágicas para uma série de efeitos, incluindo teletransporte, projeção de energia e derivação de energia extra-dimensional, invocando entidades ou objetos de poder existentes em dimensões tangenciais à da Terra por meio da recitação de feitiços.  Ela também tem as habilidades de mesmerismo, lançar pensamentos e lançar ilusões.  Sua idade avançada reduz sua capacidade de realizar tarefas físicas extenuantes.
Ela tem um intelecto talentoso e um vasto conhecimento da tradição mágica.

## Ébano
Agatha teve um familiar mágico chamado Ébano, um gato preto de estimação com a habilidade de se transformar em uma grande pantera negra feroz. Porém, ela o sacrificou para ganhar poderes precognitivos.

## Em mídias televisivas
- Agatha Harkness apareceu no episódio The Sorceress Apprentice da série de animação The Avengers: United They Stand, dublada por Elizabeth Shepherd. Wanda e a Visão visitam Agatha enquanto ela é alvo de Nicholas Scratch e os Sete de Salem.
- Agatha Harkness apareceu na série animada X-Men: Evolution, dublada por Pauline Newstone. Mística a recrutou para treinar a Feiticeira Escarlate, antes de Harkness, mais tarde, ajudar os X-Men a salvar Mística.
- Agatha Harkness aparece na minissérie do Universo Cinematográfico Marvel, WandaVision (2021), retratada por Kathryn Hahn.[24] Esta versão é descrita como mais vilã do que sua versão em quadrinhos e tem um coelho de estimação chamado Señor Scratchy em vez de um gato, embora ela mantenha suas origens como uma bruxa que fez parte dos julgamentos de bruxas de Salem. Em 1693, ela matou seu coven liderado por sua mãe Evanora (retratada por Kate Forbes) depois que elas tentaram executá-la por traí-las e usar magia negra. Nos dias atuais, Agatha entrou na cidade de Westview, Nova Jersey, onde Wanda Maximoff criou uma extensa ilusão que prendia os habitantes em recriações de sitcoms, e manipulou os locais, como transformando um habitante da cidade chamado Ralph Bohner em Pietro Maximoff, para chegar perto de Wanda e seu marido Visão. No sétimo episódio,Quebrando a Quarta Parede, Agatha revela sua verdadeira identidade e manipulação para Wanda, através da canção Agatha All Along. No episódio seguinte, Nos capítulos anteriores, Harkness descobre a fonte dos poderes de Wanda, concluindo que ela possui magia do caos e é a figura mítica conhecida como Feiticeira Escarlate. No último episódio, The Series Finale, Agatha tenta pegar a magia de Wanda para si mesma, mas Wanda cria runas ao redor de Westview para anular sua magia, antes de prender sua mente na personagem Agnes.
- Agatha retorna em Agatha All Along, de 2024, onde após três anos presa em um ilusões que a faziam pensar estar em programas televisivos, é libertada por um jovem que acaba sendo revelado como Billy Kaplan, que conseguiu os poderes mágicos do filho que Wanda havia criado com sua magia em Westview.